# Borislav Pekić
Borislav Pekić (cyr. Борислав Пекић; ur. 4 lutego 1930 w Podgoricy, zm. 2 lipca 1992 w Londynie) – serbski pisarz wywodzący się z Czarnogóry, także scenarzysta filmowy.

## Życiorys
Pochodził ze znanej w Czarnogórze rodzinie. W 1945 zamieszkał w Belgradzie. W drugiej połowie lat 40. został aresztowany za założenie nielegalnej organizacji młodzieżowej Socijaldemokratska omladina Jugoslavije i osadzony w więzieniu. Po wyjściu na wolność studiował na wydziale filozoficznym Uniwersytetu w Belgradzie, pod koniec lat 50. zaczął pisać scenariusze. W 1971 opuścił Jugosławię i osiadł w Londynie.
Debiutował w 1965 powieścią Czas cudów, apokryficzną wariacją Nowego Testamentu. W kolejnych, różnorodnych gatunkowo, książkach ukazywał losy serbskich rodzin na przestrzeni wieków (7-tomowa saga Zlatno runo) oraz moralne postawy w czasie II wojny światowej.

## Polskie przekłady
- Czas cudów (Vreme čuda 1965)
- Pielgrzymka Arsenijego Njegovana: Portret (Hodočašće Arsenija Njegovana 1970)
- Wzlot i upadek Ikara Gubelkjana (Uspenje i sunovrat Ikara Gubelkijana 1975)
- Jak pogrzebać wampira (Kako upokojiti vampira 1977); Jak pogrzebać wampira, tłum. Magdalena Petryńska (Wydawnictwo Łódzkie, 1985, 447 ss.) seria: Biblioteka Jugosłowiańska ISBN 83-218-0363-6.